# フィドルとドラム
「フィドルとドラム」（The Fiddle and the Drum）は、ジョニ・ミッチェルが作詞作曲し、1969年に発表した楽曲。ベトナム戦争に対する反戦歌として知られる。

## 概要
1969年5月発売のセカンド・アルバム『青春の光と影』に収録された。アカペラで歌われる。カナダ人であるジョニ・ミッチェルの思いが詞に投影されている。「わが友アメリカよ／あなたはまた再び私たちを敵に回し戦っている／どうしてドラムと引き換えにヴァイオリンを手放したのか／尋ねてもいいかしら／あなたが平和と星を見つけるのを助けてあげましょうか」
同年8月18日午前、ウッドストック・フェスティバルはジミ・ヘンドリックスの演奏で幕を閉じた。同日午後、ジェファーソン・エアプレインとデヴィッド・クロスビーとスティーヴン・スティルスはコンサート会場から直接、トーク番組『The Dick Cavett Show』のスタジオを訪れ、ウッドストックには行かなかったミッチェルと合流した。ミッチェルは本作と「チェルシーの朝」、「ウィリー」、「フォー・フリー」の計4曲を歌った。ジェファーソン・エアプレインは当時未発表だった「ウィ・キャン・ビー・トゥゲザー」を披露し、「あなただけを」ではクロスビーと共演した。スティルスは「4+20」を披露した。番組は翌19日に放映された。
2007年、ミッチェルの楽曲を使用したバレエ『The Fiddle and the Drum』が上演された。ミッチェルはアルバータ・バレエ団の芸術監督のジャン・グラン＝メートルとともに製作に関わった。同作品は同年2月にテレビ放映された。
2021年11月に発売されたボックスセット『Joni Mitchell Archives – Vol. 2: The Reprise Years (1968–1971)』に、ピアノデモ・バージョン（1967年後半～1968年初めに録音）、1969年2月1日にカーネギーホールで行った公演のライブ・バージョン、同年8月の『The Dick Cavett Show』でのライブ・バージョンなどが収録された。

## カバー・バージョン
- ジューン・テイバー - 1983年のアルバム『Abyssinians』に収録。
- ア・パーフェクト・サークル - 2004年のカバー・アルバム『Emotive』に収録。
- カラン・ケイシー - 2008年のアルバム『Ships in the Forest』に収録。
- モーリン・マクガヴァン - 2008年のアルバム『A Long and Winding Road』に収録。